# Jing-kchou
Jing-kchou (čínsky pchin-jinem Yíngkǒu, znaky 营口) je městská prefektura v Čínské lidové republice, kde patří k provincii Liao-ning. Celá prefektura má rozlohu 5 502 čtverečních kilometrů a v roce 2020 v ní žilo přes 2,3 milionu obyvatel.

## Dějiny
Město se dříve jmenovalo Niou-čuang (牛庄, pchin-jinem Niúzhuāng, přepisováno též Newchwang), leželo třicet kilometrů proti proudu řeky Liao-che a bylo jedním z přístavů, které se měly otevřít na základě Tchienťinských smluv z roku 1858. Britové ovšem po podepsání zjistili, že u Niou-čuangu je řeka příliš mělká pro jejich lodě, a tak došlo k přesunu přístavu na místo dnešního Jing-kchou.

## Poloha
Jing-kchou leží ve střední části provincie Liao-ning, na východním břehu Liaotungské zátoky Pochajského moře, naproti prefekturám Ťin-čou a Chu-lu-tao. Hraničí na severu a severovýchodě s An-šanem, na severozápadě s Pchan-ťinem a na jihu s Ta-lienem. Město je vzdáleno 166 kilometrů od Šen-jangu, hlavního města provincie.

## Administrativní členění
Městská prefektura Jing-kchou se člení na šest celků okresní úrovně, a sice čtyři městské obvody a dva městské okresy.
| Čan-čchien · ※ ※ Si-š’ Pa-jü-čchüan Lao-pien městský okres · Kaj-čou městský okres · Ta-š’-čchiao |          |                       |                    |                                  |
| Název                                                                                             | Název    | Počet obyvatel (2020) | Rozloha km² (2020) | Hustota zalidnění (obyv. na km²) |
| český přepis                                                                                      | znaky    | Počet obyvatel (2020) | Rozloha km² (2020) | Hustota zalidnění (obyv. na km²) |
| Městské obvody                                                                                    |          |                       |                    |                                  |
| Čan-čchien                                                                                        | 站前区   | 261 439               | 90                 | 2 913                            |
| Si-š’                                                                                             | 西市区   | 212 913               | 268                | 794                              |
| Pa-jü-čchüan                                                                                      | 鲅鱼圈区 | 541 113               | 353                | 1 533                            |
| Lao-pien                                                                                          | 老边区   | 146 748               | 249                | 588                              |
| Městské okresy                                                                                    |          |                       |                    |                                  |
| Kaj-čou                                                                                           | 盖州市   | 559 271               | 2 987              | 187                              |
| Ta-š’-čchiao                                                                                      | 大石桥市 | 607 098               | 1 554              | 391                              |
|                                                                                                   |          |                       |                    |                                  |
| Celkem                                                                                            | Celkem   | 2 328 582             | 5 502              | 423                              |

## Partnerská města
- Hamilton, Kanada (listopad 2005)
- Jacksonville, Florida, USA (1990)
- Tver, Rusko (1994)